# Epinephelinae
Epinephelinae, potporodica riba, čini dio porodice Serranidae, red grgečki (Perciformes). Sastoji se od rodova:
1. Aethaloperca Fowler, 1904
2. Alphestes Bloch & Schneider, 1801
3. Anyperodon Günther, 1859
4. Bathyanthias Günther, 1880
5. Cephalopholis Bloch & Schneider, 1801
6. Cromileptes Swainson, 1839
7. Dermatolepis Gill, 1861
8. Epinephelus Bloch, 1793
9. Gonioplectrus Gill, 1862
10. Gracila Randall, 1964
11. Hyporthodus Gill, 1861
12. Jeboehlkia Robins, 1967
13. Liopropoma Gill, 1861
14. Mycteroperca Gill, 1862
15. Niphon Cuvier, 1828
16. Paranthias Guichenot, 1868
17. Plectropomus Oken, 1817
18. Rainfordia McCulloch, 1923
19. Saloptia Smith, 1964
20. Triso Randall, Johnson & Lowe, 1989
21. Variola Swainson, 1839